# Phoebe (kever)
Phoebe is een kevergeslacht uit de familie van de boktorren (Cerambycidae). De wetenschappelijke naam van het geslacht werd voor het eerst geldig gepubliceerd in 1835 door Audinet-Serville.

## Soorten
Phoebe omvat de volgende soorten:
- Phoebe alba Martins & Galileo, 2004
- Phoebe bicornis (Olivier, 1795)
- Phoebe cava (Germar, 1824)
- Phoebe concinna White, 1856
- Phoebe cornuta (Olivier, 1795)
- Phoebe fryana Lane, 1966
- Phoebe goiana Lane, 1966
- Phoebe luteola Bates, 1881
- Phoebe mafra Martins & Galileo, 1998
- Phoebe mexicana Bates, 1881
- Phoebe nivea Lacordaire, 1872
- Phoebe ornator (Tippmann, 1960)
- Phoebe parvimacula Martins & Galileo, 2011
- Phoebe phoebe (Lepeletier & Audinet-Serville, 1825)
- Phoebe spegazzinii Bruch, 1908
- Phoebe subalbaria Belon, 1896
- Phoebe tinga Martins & Galileo, 1998